# Contea di Jackson (Michigan)
La contea di Jackson, in inglese Jackson County, è una contea dello Stato del Michigan, negli Stati Uniti. La popolazione al censimento del 2000 era di 158 422 abitanti. Il capoluogo di contea è Jackson.